# Monks Hill
Monks Hill ist eine vulkanische Anhöhe in den Shekerley Mountains im karibischen Inselstaat Antigua und Barbuda.

## Geographie
Der Hügel liegt im Süden der Insel Antigua in der Kette der Shekerley Mountains, am Nordrand des Falmouth Harbour. Er erreicht eine Höhe von 190 m. 
Auf dem Gipfel befindet sich ein altes Fort.